# Bagieńsko
Bagieńsko – wieś śródleśna w Polsce położona w województwie warmińsko-mazurskim, w powiecie ostródzkim, w gminie Miłomłyn.
W latach 1975–1998 miejscowość administracyjnie należała do województwa olsztyńskiego.
W 2016 Bagieńsko uzyskało wraz z miastem Miłomłyn i sołectwem Tarda w gminie Miłomłyn status obszaru ochrony uzdrowiskowej („Obszar Ochrony Uzdrowiskowej Miłomłyn”).